# Santuario dell'Annunciazione della Beata Maria Vergine
Il santuario dell'Annunciazione della Beata Maria Vergine, anche noto come santuario di Montalbano, è una chiesa cattolica situata presso Mori, in Trentino. È sussidiaria della parrocchia di Santo Stefano e risale al XVI secolo.

## Storia

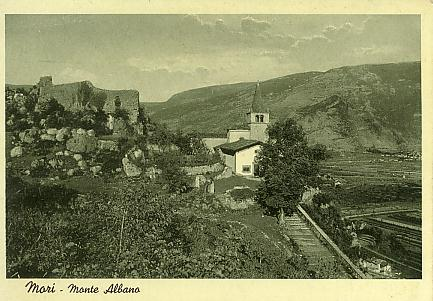
Castello e santuario in un'immagine del 1938

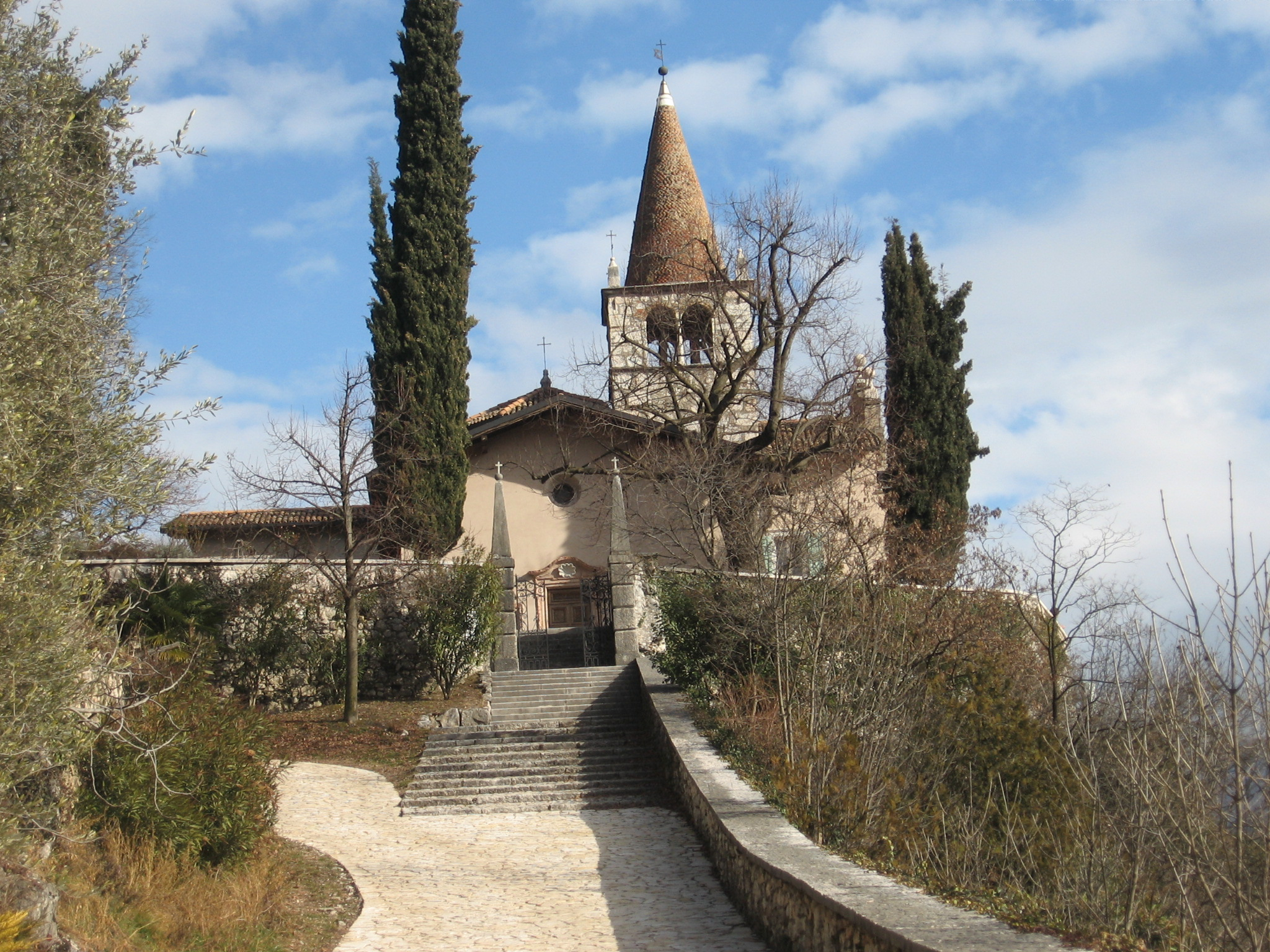
Accesso al santuario

La chiesa primitiva venne edificata nelle vicinanze dell'antico castel Albano, sulle pendici del Monte Albano che sovrasta l'abitato di Mori nel 1556. Nel 1581 venne consacrato il suo altare. Nella seconda metà del XVIII secolo l'edificio sacro venne notevolmente ampliato poi, quasi un secolo e mezzo dopo, venne restaurato.
Nel XX secolo nuovamente sia il santuario sia il romitorio furono oggetto di restauri, e venne interessata in tale occasione la parete esterna presso il grande orologio, che venne resa maggiormente visibile con un nuovo sistema di illuminazione. Dopo la seconda guerra mondiale col progressivo deterioramento del santuario, l'assenza del custode, le difficoltà di accesso e la mancanza di mezzi economici spinsero alcuni cittadini a riunirsi, nel maggio 1971, su indicazioni del decano di Mori don Natale Pettena per costituire il Comitato di Protezione del Santuario di Monte Albano che curò in seguito nuovi interventi di restauro conservativo con lavori sul tetto, nella parte del romitorio, sulle parti della fondazione e nel piccolo sagrato. Quando un sisma creò problemi alla stabilità della torre campanaria si effettuarono nuovi lavori in parte finanziati dalla Provincia autonoma di Trento.
Gli ultimi interventi sulla struttura si sono conclusi nel 2010.

## Descrizione

### Esterni

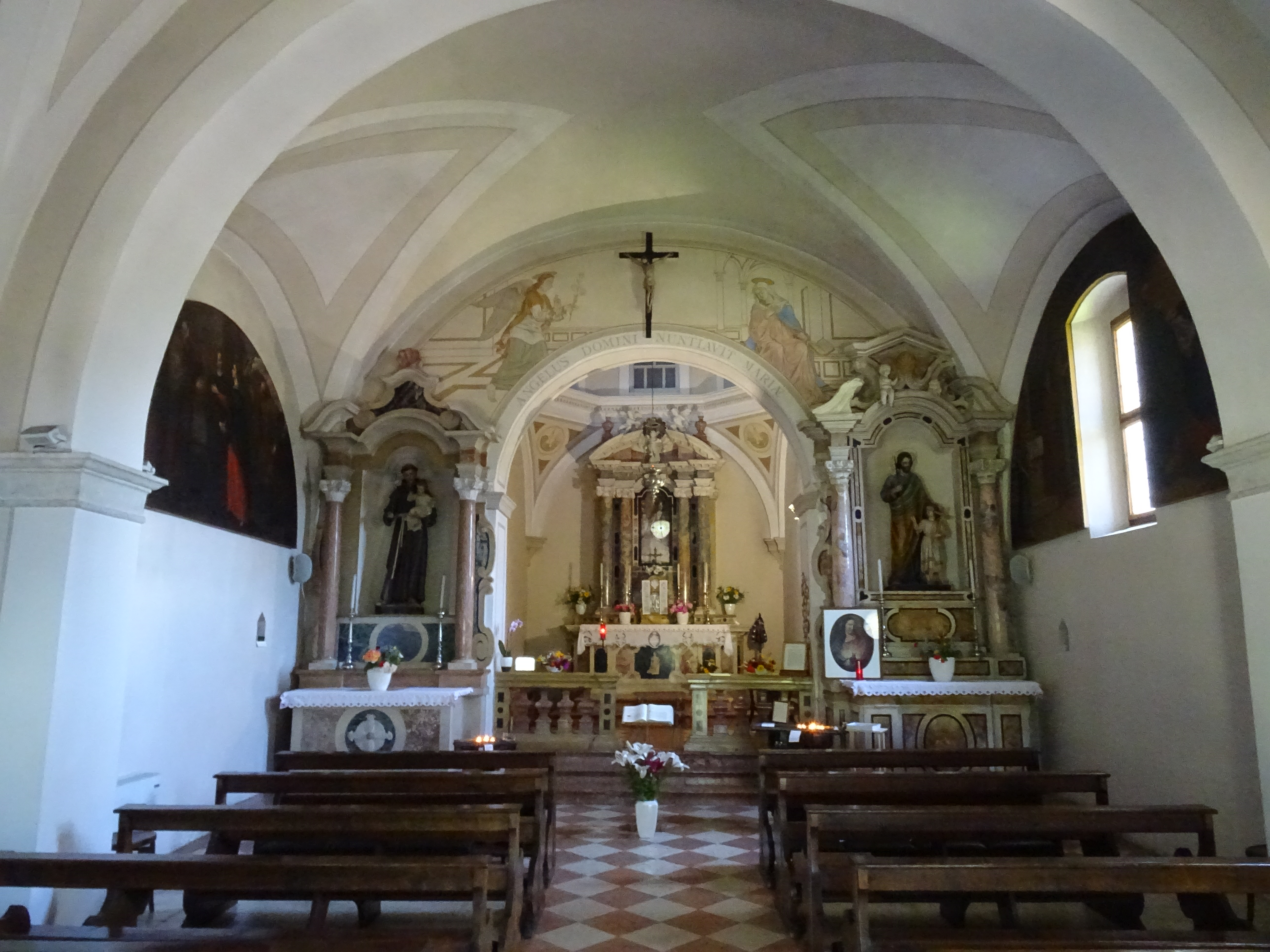
Interno del santuario

Il luogo di culto si trova in posizione elevata in località Montalbano e sovrasta la cittadina di Mori. La facciata a capanna è semplice a due spioventi sporgenti anteriormente. Il portale è con architrave arricchita superiormente da un profilo curvilineo con una conchiglia ornamentale e sormontato in asse dall'oculo strombato. Sulla destra in posizione arretrata si alza la torre campanaria sul lato del romitorio caratterizzato dalla facciata col grande orologio che si affacia sulla valle sottostante.

### Interni
La navata interna è unica con due campate e la copertura è con volta a botte. Attraverso l'arco santo si accede al presbiterio leggermente elevato.